# Giacinto Brandi
Pour les articles homonymes, voir Brandi.
Giacinto Brandi (23 février 1621 à Poli Latium - 19 janvier 1691) est un peintre italien du XVIIe siècle, de l'époque baroque, actif principalement à Rome et à Naples.

## Biographie
Giacinto Brandi a été formé à Rome à l'école d'Alessandro Algardi, qui a remarqué que Brandi était plus apte à la peinture qu'à la sculpture. Il a rejoint l'école de Giovanni Giacomo Sementi. Il est parti à Naples en 1638 et, en 1647, est revenu à Rome pour travailler sous la direction de Giovanni Lanfranco, période pendant laquelle il se lia d'amitié avec Mattia Preti. Ces deux derniers artistes collaborèrent souvent.
En 1647, il fut admis à la Congregazione dei Virtuosi al Pantheon à Rome et, en 1651, il fut intronisé à l'Accademia di San Luca pour les peintres.
Sa fille Maria Isabella épousa en 1681 le peintre Philipp Peter Roos.

## Œuvres
En Italie
Ses œuvres sont bien réparties entre les églises baroques de Rome :
- fresques du plafond de la basilique Saint-Ambroise-et-Saint-Charles al Corso (1670-1678)
- cycle de fresques pour la basilique San Silvestro in Capite
- fresques de 1682 pour la chapelle de la Piéta de l'église Saint-André du Quirinal
- toile de Saint André (1650) de l'église Santa Maria in Via Lata
- Quarante saints martyres (1660), peinture, l'église Santissime Stimmate di San Francesco
- Saint François stigmatisé, oratoire du premier étage, l'église Santissime Stimmate di San Francesco
- Couronnement de la Vierge (1680), église Gesù e Maria
- Santa Margherita in carcere pour l'église Santa Margherita in Trastevere
- l'Ivresse de Noé, toile,  dans la Galleria Corsini
- Assomption (1655) pour Santa Maria in Organo à Vérone
- fresque des Métamorphoses d'Ovide (1651-1653) pour le Palais Pamphilj sur la Piazza Navona à Rome
- Martyre de San Biagio pour l'Église San Carlo ai Catinari.
- fresques la vie de saint Erasmus (1663) crypte de la Cathédrale de Gaète

En France
- Le Père Eternel bénissant, étude pour la coupole de Saint-Charles al Corso (vers 1671-1678), Montpellier, musée Fabre.
- La Poésie - Musée des Beaux-Arts de Narbonne[3]

## Source
- (en) Cet article est partiellement ou en totalité issu de l’article de Wikipédia en anglais intitulé « Giacinto Brandi » (voir la liste des auteurs).